# Trespassers William
Trespassers William war eine amerikanische Shoegaze- und Indie-Rock-Band.

## Bandgeschichte
Trespassers William wurde 1997 in Kalifornien gegründet. Die Inspiration zur Namensgebung erhielt die Band von einer Geschichte aus der Kinderbuchreihe Pu der Bär. Ihr 1999 Debütalbum Anchor blieb weitgehend unbeachtet und auch das zunächst im Eigenvertrieb 2002 veröffentlichte Album Different Stars erreichte erst 2004 durch die Veröffentlichung durch die Label Bella Union (in Europa) und Nettwerk Records (weltweit) eine breitere Öffentlichkeit. Im selben Jahr übersiedelten Trespassers William nach Seattle, um mit dem Produzenten Dave Fridmann das nächste Album Having einzuspielen. Dieses erschien 2006. Zuletzt arbeitete die Band an einer EP, welche den Titel The Natural Order of Things trägt und 2009 erschienen ist. Ende 2009 war die Band auf Europa-Tournee unterwegs. Anfang 2012 gab die Band ihre Auflösung bekannt, verwies aber sowohl auf noch zu veröffentlichendes Material als auf die Solo-Projekte der Mitglieder.

## Stil
Während das erste Album noch als folklastig eingestuft werden darf, entwickelte Trespassers William in der Folge einen ätherischen Sound, der Shoegaze, Folk Rock und Ambient kombiniert. Damit stehen sie in der Tradition von Dream Pop-Bands wie Mazzy Star.

## Diskografie

### Alben
- Anchor (1999)
- Different Stars (2002, 2004)
- Having (2006)
- Cast (2012)

### Singles und EPs
- Vapour Trail (2003)
- Lie in the Sound (2004)
- Live Session (2005)
- Noble House (2007)
- The Natural Order of Things (2009)